# Cheap Thrills
Az 1968-as Cheap Thrills a Big Brother & the Holding Company nagylemeze. Ez az utolsó albumuk, melyen Janis Joplin énekel.
Az album 1. lett a Billboard Pop Albums listáján és szerepel az 1001 lemez, amit hallanod kell, mielőtt meghalsz című könyvben. 2020-ban Minden idők 500 legjobb albuma listán 372. helyen szerepelt.

## Története
A Big Brother együttest meglehetősen nagy figyelem övezte az 1967-es Monterey Pop Festivali fellépésük után. Nem sokkal később kiadták debütáló lemezüket. Újdonsült sikerük ellenére az album csak szerény sikereket ért el, 60. helyet szerezte meg. A Down On Me kislemezük azonban majdnem bekerült a legjobb 40-be. A Columbia Records szerződést ajánlott a zenekarnak. Az albumon három feldolgozás hallható (Summertime, Piece of My Heart, Ball and Chain). Az albumon hallható Bill Graham is, aki a Combination of the Two elején bemutatja az együttest. A lemezre élő felvételek is felkerültek: Combination of the Two, I Need a Man to Love és a közel tíz perces Ball and Chain.

### Borító és cím
A borítót Robert Crumb rajzolta, miután az együttes eredeti tervét a kiadó elvetette (ezen mindnyájan egy ágyban feküdtek volna meztelenül). Crumb eredetileg a lemez hátoldalára szánta a művét, de Joplinnak annyira megtetszett az illusztráció, hogy azt követelte a Columbia Recordstól, hogy az elülső oldalra tegyék azt. A Rolling Stone minden idők száz legjobb albumborítójának listáján a kilencedik helyet kapta.
Eredetileg az album címe Sex, Dope and Cheap Thrills lett volna, ám a Columbia Records nem rajongott az ötletért. Ennek ellenére az albumot 2018-ban egy 30 dalos exkluzív kiadásban "Sex, Dope and Cheap Thrills" címmel piacra dobták a lemez 50. évfordulója alkalmából, új borítóképpel amely egy fotó a bandáról, amely színes kép. Ez azért fontos, mert ez a fotó eddig csak fekete-fehéren volt elérhető. A fotó közepén Janis Joplin látható.

## Az album dalai
| 1. | Combination of the Two | Sam Andrew                                    | 5:47 |
| 2. | I Need a Man to Love   | Sam Andrew, Janis Joplin                      | 4:54 |
| 3. | Summertime             | George Gershwin, Ira Gershwin, DuBose Heyward | 4:00 |
| 4. | Piece of My Heart      | Bert Berns, Jerry Ragovoy                     | 4:15 |

| 1. | Turtle Blues   | Janis Joplin                                          | 4:22 |
| 2. | Oh, Sweet Mary | Peter Albin, Andrew, David Getz, James Gurley, Joplin | 4:16 |
| 3. | Ball and Chain | Big Mama Thornton                                     | 9:02 |

### Az új kiadás bónuszdalai
8. Roadblock (stúdiófelvétel)
9. Flower in the Sun (stúdiófelvétel)
10. Catch Me Daddy (koncertfelvétel)
11. Magic of Love (koncertfelvétel)

## Közreműködők
- Janis Joplin – ének, előadó, hangmérnök
- Peter Albin – basszusgitár, gitár
- Sam Andrew – basszusgitár, gitár, hangszerelés, ének, szerző
- James Gurley – basszusgitár, gitár, hangmérnök
- David Getz – zongora, dobok, szerző
- John Simon – zongora, producer
- Vic Anesini – mastering, keverés
- Nicholas Bennett – csomagolás-menedzser
- Steven Berkowitz – A&R
- Fred Catero – hangmérnök
- John Byrne Cooke – jegyzetek
- Robert Crumb – művészi munka, illusztráció
- David Diller – hangmérnök
- Mark Feldman – projektvezető
- David Gahr – fényképek
- Diana Reid Haig – digitális szerkesztés, keverés
- Jerry Hochman – hangmérnök
- Bob Irwin – producer, új kiadás producere
- Elliott Landy – fényképek, tálcafotó
- Jim Marshall – fényképek
- Patti Matheny – A&R
- Elliot Mazer – producer, keverés, producerasszisztens
- Nathan Rosenberg – digitális szerkesztés
- Roy Segal – hangmérnök
- Smay Vision – művészi vezető
- Baron Wolman – fényképek, hátlap
- Jen Wyler – szerkesztés, mastering, összeállítás, authoring